# Mitra nodulosa
Mitra nodulosa är en snäckart som först beskrevs av Gmelin 1791.  Mitra nodulosa ingår i släktet Mitra och familjen Mitridae. Inga underarter finns listade i Catalogue of Life.